# Faites entrer l'accusé
Faites entrer l’accusé est une émission de télévision française de faits divers, créée en 2000 par Christian Gerin. Lors de sa première saison, l'émission s'appelait Histoires de.
Chaque épisode retrace une affaire criminelle (homicide, viols, braquage, terrorisme), depuis les années 1950 jusqu'à aujourd'hui, qu'elle soit très connue du grand public (l'affaire Grégory, l'affaire Christian Ranucci, l'assassinat du juge Michel, l'affaire Omar Raddad...) ou peu médiatique. La plupart des faits se situent en France ou ses DOM-TOM, mais certaines affaires se déroulent en Suisse, en Belgique ou au Luxembourg.
L'idée de l'émission, pionnière du genre en France, est issue du constat du succès du récit des faits divers dans la presse écrite.

## Présentation
L'émission est présentée de juin 2000 à mai 2011 par Christophe Hondelatte puis, d'octobre 2011 à février 2020, par Frédérique Lantieri,,,. Dominique Rizet est le chroniqueur régulier de l'émission. Elle est diffusée en seconde partie de soirée le mardi, puis le dimanche depuis septembre 2009 (plus rarement en première partie de soirée) sur France 2, puis le samedi après-midi à l'automne 2014 pour les émissions inédites. À partir de la 19e saison (janvier 2019), l'émission est diffusée en seconde partie de soirée le mercredi puis le lundi en 2020. L'émission est produite jusqu'en 2018 par son créateur Christian Gerin (17 juin média) et réalisée par Bernard Faroux.
En février 2020, RMC Story, repreneur de l'émission, annonce que c'est Rachid M'Barki qui sera chargé de la présentation de l'émission, qui dévoilera de nouveaux numéros à partir d’octobre 2020. Dominique Rizet rejoint M'Barki à la présentation du programme. C’est la première fois dans l'histoire de l'émission que deux présentateurs sont à la tête du programme. Rachid M'Barki, juriste de formation, est un historique de la chaîne BFM TV (appartenant au même groupe que RMC Story) qu'il a rejoint à son lancement en 2005 et pour laquelle il présente les émissions d'infos nocturnes. Ils deviennent ensemble le nouveau duo pour la présentation de l'émission qui fête ses vingt ans d'existence en 2020.
Le 22 mars 2023, Christophe Delay devient le nouveau présentateur de l'émission après le limogeage de Rachid M'Barki.

## Diffusion
L'émission est rediffusée sur Planète+, sur Planète+ Crime, mais aussi sur RTL9 depuis 2025.
Le 23 août 2018, en marge de la conférence de rentrée du groupe France Télévisions, Caroline Got, directrice de France 2, annonce que la diffusion de l'émission va cesser sur cette chaîne. Elle précise néanmoins qu'il n'est pas exclu que cette collection phare du service public puisse reprendre sur une de ses autres chaînes. Cette annonce surprise provoque une grosse confusion dans la médiasphère et oblige Takis Candilis à réagir en déclarant à l'AFP qu'il s'agit d'un malentendu. Le numéro 2 de France Télévisions précise toutefois que le groupe d'audiovisuel public cherche bien une solution pour continuer de diffuser le programme à un autre moment ou sur une autre chaîne, puisque France 2 diffusera assez vite deux films à la suite le dimanche soir. Dominique Rizet considère que cette émission va bientôt s'arrêter, tandis que Frédérique Lantieri déplore le fait d'être toujours dans le flou quant à son avenir.
En octobre 2019, il est annoncé qu'à partir de janvier 2020, France 2 diffusera les derniers numéros de l'émission, avant que celle-ci bascule sur la chaîne TNT RMC Story, du groupe NextRadioTV. Cette décision provoque la colère de Frédérique Lantieri et Christophe Hondelatte, les deux présentateurs historiques de l'émission,. Ils ne font finalement pas valoir leur droit de veto et l'émission démarre sur RMC Story début 2020. Seul Dominique Rizet poursuit sa collaboration avec le programme.
Actuellement, en 2024, l'émission est diffusée sur RMC découverte de 1h à 6h du matin.

## Description
L'une des marques de fabrique[réf. souhaitée] de Faites entrer l'accusé repose sur le ton narratif du présentateur, dans une mise en scène théâtrale. Il est presque toujours filmé la nuit tombée, principalement dans le décor feutré et dépouillé d'un atelier au fond d’une cour (à Ivry sur Seine) tapissé de photos ou d'articles de presse (Hondelatte) ou d'un studio (Lantieri, M'Barki, Delay). Il décortique les agissements des criminels et le travail des enquêteurs. Son récit est étayé par des archives télévisées, des entretiens avec des journalistes, expert-psychiatres, enquêteurs, avocats, magistrats (au Palais de Justice de Paris), témoins, proches, parfois même des protagonistes de l'affaire (face caméra ou, jusqu'en 2020, sur le plateau à la table longeant la verrière), et appuyé par les interventions du journaliste Dominique Rizet. Ce dernier rapporte, le plus souvent depuis un bar (le pub Bedford Arm's), et en général juché sur un tabouret, les résultats d'expertises réalisées dans le cadre de l'instruction, ou évoque le passé du ou des criminels (enfance, antécédents judiciaires).
Christophe Hondelatte commençait toujours ses émissions de la même manière : on le voyait de dos en face d'un mur recouvert de photos et d'articles de presse relatifs à l'affaire du jour, puis se tournant face caméra et montrant ce mur du doigt. De même, il terminait toujours en se levant, puis se dirigeant vers la sortie du plateau, ouvrant une baie vitrée et enfilant sa veste de cuir en regardant vers la droite avant de refermer la baie et de partir sur la gauche de l'écran.
Lors des premières saisons présentées par Christophe Hondelatte, les deux hommes parcouraient Paris de nuit dans une voiture conduite par Hondelatte à quelques reprises dans l'émission. Mais ce concept fut ensuite abandonné, tout comme les prises de vue sur les quais de Seine.
Dans les numéros présentés par Frédérique Lantieri, le tournage se déroule dans un studio toujours sombre, mais plus classique. La quasi totalité des numéros s'ouvrent sur Lantieri assise derrière un bureau, présentant l'affaire en quelques mots, le ou les visages des protagonistes s'affichant derrière elle. Les interventions de Dominique Rizet se font soit au bar, soit derrière une table lumineuse sur un plateau muni d'écrans, soit assis à une table en bois. Les interviews de juges et de proches se font sur le plateau ou au Palais de Justice. Lantieri termine ses émissions parfois à la manière d'Hondelatte en ouvrant la baie vitrée, ou bien à son bureau comme au début, pointant vers la caméra une télécommande et éteignant les lumières et déclenchant le générique de fin.
À partir de 2020, le studio est plus éclairé dans les épisodes présentés par Rachid M'Barki, ou Christophe Delay à qui Dominique Rizet présente les éléments techniques et psychologiques du dossier, soit assis à une table, soit accoudé à un canapé Chesterfield (canapé déjà vu par le passé lors d'entretiens de Christophe Hondelatte avec des intervenants). Rachid M'Barki ou Christophe Delay finissent leur émission en quittant le champ par la gauche, leur ombre portée sur le mur de briques.
L'écriture de chaque émission suit une trame semblable. Le récit s'ouvre sur un crime (le plus souvent un homicide, un enlèvement ou un vol à main armée, mais aussi parfois des atteintes sexuelles ou des trafics). Il se poursuit avec la traque du ou des criminels, puis retrace l'évolution de l'affaire du point de vue des enquêteurs. Il s'arrête à un certain moment pour revenir sur des éléments de la personnalité du ou des criminels, et se conclut avec la décision judiciaire finale.
Certains numéros précèdent un débat portant sur le sujet de l'émission du soir, tels que les conséquences de l'affaire d'Outreau, le traitement des criminels fous, ou encore une discussion sur les multirécidivistes sexuels.
En 2020, à la suite de la reprise de l'émission par Rachid M'Barki et Dominique Rizet sur RMC Story, la seule grande différence avec les versions précédentes réside dans le fait que la nouvelle mouture est expurgée des interviews d’invités en plateau ou au Palais de Justice, ne restant que les témoignages face caméra.

## Épisodes
Le nom des affaires traitées est écrit tel qu'il apparaît dans le générique de chaque numéro de l'émission.
Dans la colonne « Observations », des informations complémentaires sur le(s) coupable(s) sont mentionnées (condamnation(s), décès, libération(s)... ), sauf si l'article correspondant existe ou si la justice a conclu à un suicide.

### Première saison (2000-2001)
| Numéro | Émission                                        | Les faits           | Date du début de l’affaire | Date de première diffusion | Observations | Audiences |
| ------ | ----------------------------------------------- | ------------------- | -------------------------- | -------------------------- | --- | --------- |
| 1      | Les empreintes du crime                         |                     |                            | 6 juin 2000                | Guy Georges, Yves Dandonneau, le CARME de Loïc Le Ribault, Omar Raddad, Affaire Francisco Arce Montes, Affaire Angélique Dumetz (tuée par José Mendes Furtado), le FNAEG |           |
| 2      | La psychologie du crime                         |                     |                            | 20 juin 2000               | Patrick Henry, Thierry Paulin, Profilage, Francis Heaulme, Prise d'otages de la maternelle de Neuilly                                                                    |           |
| 3      | Mystérieuses disparitions                       |                     |                            | 19 novembre 2000           | Disparus de Mourmelon, Affaire Ludovic Janvier, Affaire Bénédicte Vincens, Disparues de l'Yonne, Affaire Godard                                                          |           |
| 4      | La Josacine empoisonnée                         | Meurtre sur mineure | 11 juin 1994               | 1er juillet 2001           | Première apparition et intervention de Frédérique Lantieri, future présentatrice de l'émission.                                                                          |           |
| 5      | Crimes sexuels                                  |                     |                            | 8 juillet 2001             | Sid Ahmed Rezala, Christian van Geloven, Pédophilie, Laurent Gasse |           |
| 6      | Marie-Élisabeth Cons-BoutboulSecrets de famille | Assassinats         | 27 décembre 1985           | 29 juillet 2001            | |           |
| 7      | Crimes d'amour, crimes de haine                 | Crimes passionnels  |                            | 26 août 2001               | Jean-Louis Turquin, Leyna, Issei Sagawa, Amedeo Candeloro, Yvonne Chevalier                                                                                              |           |

### Deuxième saison (2002)
| Numéro | Émission                                | Les faits                                         | Date du début de l’affaire | Date de première diffusion | Observations | Audiences |
| ------ | --------------------------------------- | ------------------------------------------------- | -------------------------- | -------------------------- | ------------ | --------- |
| 1      | Simone WeberLa « diabolique » de Nancy  | Assassinat                                        | 22 juin 1985               | 11 juillet 2002            |              |           |
| 2      | Patrick HenryLe procès de la guillotine | Enlèvement, séquestration et meurtre de mineur    | 30 janvier 1976            | 18 juillet 2002            |              |           |
| 3      | Richard RomanLe procès d'un innocent    | Viol sur mineure, assassinat                      | 26 juillet 1988            | 1er août 2002              |              |           |
| 4      | Omar RaddadLe coupable désigné          | Meurtre                                           | 23 juin 1991               | 8 août 2002                |              |           |
| 5      | Pierre ChanalL'énigme de Mourmelon      | Enlèvements, viols, séquestrations et assassinats | 4 janvier 1980             | 15 août 2002               |              |           |

### Troisième saison (2003)
| Numéro | Émission                                       | Les faits                                                   | Date du début de l’affaire | Date de première diffusion | Observations         | Audiences |
| ------ | ---------------------------------------------- | ----------------------------------------------------------- | -------------------------- | -------------------------- | -------------------- | --------- |
| 1      | L'assassinat du petit Grégory,                 | Enlèvement de mineur, assassinats                           | 16 octobre 1984            | 10 juillet 2003            | Affaire non résolue. |           |
| 2      | Christian RanucciL'énigme du pull-over rouge   | Enlèvement de mineure, meurtre                              | 3 juin 1974                | 17 juillet 2003            |                      |           |
| 3      | L'assassinat du juge Michel,                   | Assassinat                                                  | 21 octobre 1981            | 24 juillet 2003            |                      |           |
| 4      | Christine MalèvreLa mort au bout de l'aiguille | Assassinats                                                 | 21 février 1997            | 31 juillet 2003            |                      |           |
| 5      | Patrick DilsMarathon pour un acquittement      | Assassinats sur mineurs, erreur judiciaire                  | 28 septembre 1986          | 7 août 2003                |                      |           |
| 6      | Jean-Louis TurquinVoyage au bout de la haine   | Disparition                                                 | 21 mars 1991               | 14 août 2003               |                      |           |
| 7      | François BesseLieutenant de Mesrine            | Banditisme, braquages, évasion                              | 8 mai 1978                 | 21 août 2003               |                      |           |
| 8      | Marc DutrouxLe démon belge                     | Enlèvements, séquestrations, viols, assassinats de mineures | 24 juin 1995               | 28 août 2003               |                      |           |

### Quatrième saison (2003-2004)
| Numéro | Émission                                 | Les faits                                               | Date du début de l’affaire | Date de première diffusion | Observations | Audiences |
| ------ | ---------------------------------------- | ------------------------------------------------------- | -------------------------- | -------------------------- | --- | --------- |
| 1      | Qui a tué le berger de Castellar ?       | Assassinat                                              | 17 août 1991               | 23 novembre 2003           | Acquittement définitif en 2008. Affaire non résolue.                                                                                                  |           |
| 2      | Florence Rey, Audry MaupinTueurs-nés ?   | Prise d'otages, assassinats                             | 4 octobre 1994             | 14 décembre 2003           | |           |
| 3      | Yves DandonneauLe mort vivant            | Assassinat, tentative d'escroquerie à l'assurance-décès | 6 juin 1987                | 11 janvier 2004            | |           |
| 4      | Magali GuillemotLa mort du petit Lubin   | Meurtre sur un nourrisson                               | 5 décembre 1994            | 8 février 2004             | Condamnée en 2000 à 15 ans de réclusion criminelle. En appel, en 2001, sa peine est réduite à 10 ans de prison. En semi-liberté depuis décembre 2004. |           |
| 5      | Christian van GelovenCriminel sexuel     | Viols, séquestrations, assassinats de mineures          | 19 octobre 1991            | 7 mars 2004                | |           |
| 6      | Francis HeaulmeLe routard du crime       | Assassinats                                             | 5 novembre 1984            | 25 avril 2004              | |           |
| 7      | La disparition d'Agnès le Roux           | Disparition                                             | 27 octobre 1977            | 20 mai 2004                | |           |
| 8      | Thierry PaulinLe tueur de vieilles dames | Tortures et actes de barbarie, assassinats              | 5 octobre 1984             | 1er juillet 2004           | |           |
| 9      | AlexiLa tuerie de Louveciennes           | Assassinats                                             | 26 février 1995            | 8 juillet 2004             | |           |
| 10     | Human BombPrise d'otages à la maternelle | Prise d'otages                                          | 13 mai 1993                | 15 juillet 2004            | |           |
| 11     | Roberto SuccoSucco le fou                | Enlèvements, assassinats                                | 9 avril 1981               | 22 juillet 2004            | |           |
| 12     | Albert SpaggiariLe casse du siècle       | Cambriolage, évasion                                    | 19 juillet 1976            | 29 juillet 2004            | |           |
| 13     | Guy GeorgesLe tueur de l'Est parisien    | Viols, assassinats                                      | 23 janvier 1991            | 12 août 2004               | |           |

### Cinquième saison (2005)
| Numéro | Émission                                    | Les faits                               | Date du début de l’affaire | Date de première diffusion | Observations | Audiences |
| ------ | ------------------------------------------- | --------------------------------------- | -------------------------- | -------------------------- | --- | --------- |
| 1      | Action directeL'assassinat de Georges Besse | Attentats, assassinat                   | 17 novembre 1986           | 6 février 2005             | Deuxième apparition et intervention de Frédérique Lantieri, future présentatrice de l'émission. |           |
| 2      | Marcel BarbeaultLe tueur de l'ombre         | Assassinats                             | 23 janvier 1969            | 13 février 2005            | |           |
| 3      | Les Postiches                               | Braquages de banques, meurtres          | 29 septembre 1981          | 20 février 2005            | |           |
| 4      | La disparition du pasteur Doucé             | Enlèvement, assassinat                  | 19 juillet 1990            | 27 février 2005            | Affaire non résolue. |           |
| 5      | Joël MatencioLe groupe 666                  | Enlèvements, assassinats                | 19 juin 1976               | 13 mars 2005               | Condamné le 31 octobre 1981 à la réclusion criminelle à perpétuité pour les assassinats de Christian Leroy, Muriel Trabelsi et d'Olga Moïssenko. Le corps d'Olga est retrouvé sur les indications de Matencio, à partir d'un plan, le 5 janvier 1982, après le procès. Bénéficie d'un non-lieu en février 1985 pour l'assassinat d'Yves Marin-Laflèche. Libéré le 14 décembre 2001, pour raison de santé, à la suite d'un AVC, avec une incapacité proche de 80%, il meurt le 24 janvier 2022. |           |
| 6      | L'enlèvement du baron Empain                | Enlèvement, séquestration               | 23 janvier 1978            | 10 avril 2005              | |           |
| 7      | Alfredo StranieriVoleur de vies             | Assassinats                             | 4 janvier 1999             | 17 avril 2005              | |           |
| 8      | RezalaLe tueur des trains                   | Assassinats                             | 13 décembre 1999           | 24 avril 2005              | |           |
| 9      | Pierre DuboisMeurtre au collège             | Assassinat                              | 21 avril 1993              | 1er mai 2005               | |           |
| 10     | Nadir SedratiLe dépeceur du canal           | Assassinats                             | mai 1999                   | 8 mai 2005                 | |           |
| 11     | Marcel Lechien Le maître d'école            | Viols, agressions sexuelles sur mineurs | 6 février 2001             | 22 mai 2005                | |           |
| 12     | Émile LouisLes disparues de l'Yonne         | Enlèvements, disparitions, assassinats  | 23 janvier 1977            | 11 août 2005               | |           |
| 13     | L'affaire Alain LamareÉtat de démence       | Assassinats, attentat                   | 1er décembre 1978          | 18 août 2005               | |           |
| 14     | Jamila BelkacemL’empoisonneuse              | Assassinat, tentative d'assassinat      | avril 2002                 | 25 août 2005               | |           |

### Sixième saison (2005-2006)
| Numéro | Émission                                                       | Les faits                                        | Date du début de l’affaire | Date de première diffusion | Observations | Audiences |
| ------ | -------------------------------------------------------------- | ------------------------------------------------ | -------------------------- | -------------------------- | --- | --------- |
| 1      | Francisco Arce MontesL'affaire Caroline Dickinson              | Viol, assassinat sur mineure                     | juillet 1996               | 1er septembre 2005         | |           |
| 2      | Les profanateurs du cimetière de Carpentras dans le Vaucluse   | Profanation                                      | 10 mai 1990                | 8 janvier 2006             | |           |
| 3      | Pierre BodeinPierrot le fou                                    | Tortures et actes de barbarie, viol, assassinats | 2004                       | 15 janvier 2006            | |           |
| 4      | Arnaud Thomas-ChevallierLe meurtre de maître Flauder           | Assassinat                                       | 5 février 1980             | 29 janvier 2006            | Condamné le 29 mars 1995 à 18 ans de réclusion criminelle. Condamné en juin 1997 à 14 ans de réclusion criminelle pour abus de confiance, escroqueries et faux en écriture. Libéré en 2002. De nouveau condamné en 2013 à 4 ans de prison pour escroquerie. Décédé le 29 septembre 2013 au Cameroun. |           |
| 5      | Bruno JoushommeMeurtre en 2 CV                                 | Assassinat                                       | 28 février 1985            | 12 mars 2006               | |           |
| 6      | Le meurtre du député Benbara                                   | Meurtre                                          | 29 janvier 2003            | 19 mars 2006               | Ouardia Benakli est condamnée en octobre 2005 à 9 ans de réclusion criminelle. Sa mère Sekoura à 5 ans de prison, dont 3 ans et demi avec sursis. |           |
| 7      | Pierre GoldmanL'assassinat                                     | Assassinat                                       | 19 décembre 1969           | 26 mars 2006               | Affaire non résolue. |           |
| 8      | Les Frères JourdainMeurtres au carnaval                        | Enlèvements, séquestrations, viols, assassinats  | 11 février 1997            | 2 avril 2006               | |           |
| 9      | La French Connection                                           | Trafic de drogues international                  | 1962                       | 9 avril 2006               | |           |
| 10     | Les amants maudits Nicole Zawadzki et Michel Trouillard-Perrot | Assassinat par empoisonnement                    | 11 mars 1998               | 16 avril 2006              | |           |
| 11     | L'assassinat du « sheriff »                                    | Assassinat                                       | 3 juillet 1975             | 30 avril 2006              | Affaire non résolue. |           |
| 12     | Yann PiatUne femme à abattre                                   | Assassinat                                       | 25 février 1994            | 21 mai 2006                | Le terroriste Mehdi Nemmouche, auteur de la tuerie du musée juif de Bruxelles, était un grand amateur de l'émission et de cet épisode en particulier. |           |

### Septième saison (2006-2007)
| Numéro | Émission                                         | Les faits                          | Date du début de l’affaire | Date de première diffusion | Observations | Audiences |
| ------ | ------------------------------------------------ | ---------------------------------- | -------------------------- | -------------------------- | --- | --------- |
| 1      | Jean-Claude RomandLe menteur                     | Assassinats                        | 9 janvier 1993             | 3 décembre 2006            | |           |
| 2      | Roland Cazaux« Le Chat »                         | Viols                              | 1982                       | 10 décembre 2006           | |           |
| 3      | Khaled Kelkal« Ennemi public no 1 »              | Terrorisme                         | 25 juillet 1995            | 17 décembre 2006           | |           |
| 4      | La tuerie d'Auriol                               | Assassinats                        | 19 juillet 1981            | 7 janvier 2007             | |           |
| 5      | Paul TouvierLa traque                            | Crime contre l'humanité            | 29 juin 1944               | 11 février 2007            | |           |
| 6      | Jean-Claude BonnalLe « Chinois »                 | Banditisme, braquages, assassinats | 24 novembre 1998           | 25 février 2007            | |           |
| 7      | Michel GuibalL'envoûtement                       | Assassinat                         | 18 mars 1991               | 25 mars 2007               | Condamné en 1994 à la réclusion criminelle à perpétuité. Libéré le 5 janvier 2013.                                                           |           |
| 8      | Dany LeprinceLa feuille de boucher               | Assassinats                        | 5 septembre 1994           | 2 avril 2007               | |           |
| 9      | André KaasLa mauvaise réputation                 | Assassinat, erreur judiciaire      | 5 avril 1992               | 29 avril 2007              | Affaire non résolue. |           |
| 10     | Michel PinneteauLes corps sans tête de l'Estéron | Assassinats                        | 18 mars 1999               | 17 juin 2007               | Condamné en 2004 à 30 ans de réclusion criminelle, assortie d'une peine de sûreté de 20 ans. Acquitté en appel en 2006. Affaire non résolue. |           |

### Huitième saison (2007-2008)
| Numéro | Émission                                                                       | Les faits                                                                      | Date du début de l’affaire | Date de première diffusion | Observations | Audiences |
| ------ | ------------------------------------------------------------------------------ | ------------------------------------------------------------------------------ | -------------------------- | -------------------------- | --- | --------- |
| 1      | Louis PoirsonLe tailleur de pierres                                            | Viols, assassinats                                                             | 30 août 1995               | 4 septembre 2007           | |           |
| 2      | Nadine et JérômeMeurtre en famille                                             | Assassinat                                                                     | 5 mai 2002                 | 11 septembre 2007          | En 2006, Jérôme Baude est condamné à 12 ans de réclusion criminelle, Nadine sa mère est condamnée à 25 ans de réclusion criminelle.                                                                                             |           |
| 3      | L'énigme Alfred Petit                                                          | Assassinats                                                                    | 18 mai 2001                | 25 septembre 2007          | La première diffusion était initialement programmée le 27 mai 2007 mais a été annulée à la suite d'une action judiciaire d'Alfred Petit.                                                                                        |           |
| 4      | Les meurtres de la gare de Perpignan                                           | Assassinats, disparition                                                       | 24 septembre 1995          | 9 octobre 2007             | |           |
| 5      | Marie-Louise PolidoriL'huissier hors-la-loi                                    | Assassinat                                                                     | 1er juillet 1999           | 16 octobre 2007            | Condamnée en 2005 à 7 ans de prison pour avoir poussé Kamel Abichou au suicide. |           |
| 6      | Jean-Pierre DeulinPour quelques centimètres de plus                            | Suicide                                                                        | 21 juin 1987               | 20 novembre 2007           | |           |
| 7      | Jocelyne Bourdin et Marc FasquelLe couple pervers                              | Enlèvements, séquestrations, tortures et actes de barbarie, viols, assassinats | décembre 1985              | 27 novembre 2007           | |           |
| 8      | Jean ChouraquiLa guerre des cliniques                                          | Assassinats                                                                    | 18 mai 1988                | 11 décembre 2007           | Acquitté en décembre 1994. Roger Mémoli est condamné à la réclusion criminelle à perpétuité. Il est libéré en juin 2016. Marc Galéazzi et Armand Gallo sont condamnés à 14 ans de prison. Marcel Long et Jean-Paul Mar à 5 ans. |           |
| 9      | Jacques MaireLe caïd de Dombasle                                               | Meurtre et disparitions                                                        | 15 mars 1983               | 18 décembre 2007           | Épisode réactualisé en 2010 à la suite de l'acquittement de Jacques Maire en 2008 au cours de son troisième procès |           |
| 10     | Sylvie ReviriegoMeurtre sur ordonnance                                         | Assassinat                                                                     | 12 décembre 1988           | 8 janvier 2008             | |           |
| 11     | Christian MarlettaL'aveu                                                       | Enlèvement, viol, assassinat sur mineure                                       | 10 juin 1982               | 22 janvier 2008            | |           |
| 12     | Myriam Badaoui, la menteuse et le jugeDébat : Outreau - Que sont-ils devenus ? | Incestes, viols sur mineurs, calomnie                                          | 14 novembre 2001           | 30 janvier 2008            | L'émission est diffusée en début de soirée lors de sa première diffusion. |           |
| 13     | Charles et Christophe CretelloDouble détente                                   | Assassinats                                                                    | 2 avril 1996               | 5 février 2008             | |           |
| 14     | Edgar BoulaiLes disparus de Vaux-le-Pénil                                      | Assassinats                                                                    | 16 septembre 1995          | 12 février 2008            | Condamné en 2000 à la réclusion criminelle à perpétuité. |           |
| 15     | Luc TangorreInnocent à tout prix                                               | Viols                                                                          | 1979                       | 4 mars 2008                | |           |
| 16     | Stéphane KrauthLe meurtre de Karine Schaaff                                    | Enlèvement, viol, assassinat sur mineure                                       | 22 juillet 2001            | 18 mars 2008               | |           |
| 17     | Jean-Marc PetroffLa mort de Jean-Claude Poulet Dachary                         | Assassinats                                                                    | 29 août 1995               | 15 avril 2008              | |           |
| 18     | Nathalie Le ScrillL'étrangleuse                                                | Assassinat                                                                     | 5 janvier 1994             | 6 mai 2008                 | Condamnée le 23 novembre 1996 à 20 ans de prison, dont 13 ans de sureté. Après révision[Quand ?], la peine de sûreté est abaissée à 8 ans, au bout desquels, Nathalie Le Scrill est libérée.                                    |           |
| 19     | Patrick Tissier - Le récidivisteDébat : Que faire des multirécidivistes ?      | Enlèvement, viols, assassinats                                                 | 1er mai 1971               | 28 mai 2008                | |           |
| 20     | Abderrezak BesseghirLe bagagiste de Roissy                                     | Suicide, complot familial                                                      | 28 décembre 2002           | 17 juin 2008               | |           |

### Neuvième saison (2008-2009)
| Numéro | Émission                                                                       | Les faits                                                                          | Date du début de l’affaire | Date de première diffusion | Observations | Audiences |
| ------ | ------------------------------------------------------------------------------ | ---------------------------------------------------------------------------------- | -------------------------- | -------------------------- | --- | --------- |
| 1      | Jacques PlumainLe fantôme de Kehl                                              | Assassinats                                                                        | 19 janvier 2001            | 2 septembre 2008           | |           |
| 2      | L'abbé Pierre DufourLe secret de la vallée                                     | Agressions sexuelles, viols                                                        | 1963                       | 23 septembre 2008          | |           |
| 3      | David HotyatLa tuerie du Grand-Bornand                                         | Assassinats                                                                        | 11 avril 2003              | 14 octobre 2008            | |           |
| 4      | Jacques MesrineL'homme aux 1000 visages                                        | Banditisme, braquages, évasions, enlèvement, tentative d'assassinat                | 1973                       | 28 octobre 2008            | |           |
| 5      | Didier TallineauL'homme aux deux visages                                       | Assassinats                                                                        | 7 août 1989                | 11 novembre 2008           | |           |
| 6      | Jacques FruminetTueur de femmes                                                | Assassinats                                                                        | 28 mai 1980                | 9 décembre 2008            | |           |
| 7      | Henri-Jean JacometMassacre à huis clos                                         | Assassinats, suicide                                                               | 13 juillet 1988            | 6 janvier 2009             | Acquitté en juin 1995. |           |
| 8      | Le réseau pédophile d'Angers                                                   | Incestes, agressions sexuelles, viols sur mineurs                                  | 1999                       | 20 janvier 2009            | |           |
| 9      | Romain Dupuy - Les infirmières de PauDébat : Que faire de nos criminels fous ? | Assassinats                                                                        | 18 décembre 2004           | 17 février 2009            | |           |
| 10     | Roland BondonnyLe mystère des boulettes bleues                                 | Assassinat, actes de cruauté envers les animaux                                    | 1997                       | 10 mars 2009               | |           |
| 11     | Michel Fourniret et Monique OlivierL'alliance diabolique,                      | Enlèvements, séquestrations, viols, assassinats                                    | 11 décembre 1987           | 24 mars 2009               | |           |
| 12     | Les paras de FrancazalVirée sanglante                                          | Enlèvements, viols, assassinats                                                    | 30 mai 1989                | 7 avril 2009               | |           |
| 13     | Denis WaxinLe prédateur                                                        | Enlèvements, viols, assassinats de mineures                                        | 22 novembre 1985           | 21 avril 2009              | |           |
| 14     | Jean-Luc BlancheLe routard du viol                                             | Enlèvements, séquestrations, viols sur mineures, attouchements sexuels sur mineure | 12 juillet 2003            | 5 mai 2009                 | |           |
| 15     | Florence FéderléLe mystère du tronc brûlé                                      | Meurtre                                                                            | 27 février 2004            | 19 mai 2009                | Condamnée à Évry en janvier 2007 à 20 ans de réclusion criminelle. En mai 2008 en appel à Créteil, sa peine est réduite à 15 ans et la condamnation requalifiée en « violences ayant entraîné la mort sans intention de la donner ». |           |
| 16     | Jean-Luc CayezLa machination du concierge                                      | Séquestration, viol, assassinat                                                    | 15 septembre 2005          | 9 juin 2009                | |           |
| 17     | Tommy ReccoLa malédiction des Recco                                            | Braquage, assassinats                                                              | 28 octobre 1960            | 23 juin 2009               | |           |
| 18     | La Traviata (faites entrer la Traviata)                                        | Biographie                                                                         | 15 janvier 1824            | 15 juillet 2009            | Spin-off historique consacré à Marie Duplessis dans le cadre d'une soirée consacrée aux Chorégies d'Orange |           |

### Dixième saison (2009-2010)
| Numéro | Émission                                                                 | Les faits                                                                   | Date du début de l’affaire | Date de première diffusion | Observations | Audiences |
| ------ | ------------------------------------------------------------------------ | --------------------------------------------------------------------------- | -------------------------- | -------------------------- | --- | --------- |
| 1      | Mamadou TraoréLe tueur aux mains nues                                    | Viols, assassinats                                                          | 19 décembre 1996           | 6 septembre 2009           | |           |
| 2      | Le gang de Roubaix                                                       | Terrorisme                                                                  | 29 mars 1996               | 13 septembre 2009          | |           |
| 3      | Geneviève MontilletLa diabolique d'Antibes                               | Assassinat                                                                  | 1er novembre 1992          | 27 septembre 2009          | |           |
| 4      | Patrick TrémeauLe violeur des parkings                                   | Viols                                                                       | 28 avril 1987              | 18 octobre 2009            | |           |
| 5      | Roland MoogMeurtre au cinéma                                             | Assassinat                                                                  | 17 mai 1995                | 25 octobre 2009            | |           |
| 6      | Jean-Baptiste HennequinTriple meurtre au Grand Hôtel                     | Assassinats, séquestration                                                  | 20 janvier 1997            | 22 novembre 2009           | |           |
| 7      | Claude LastennetTueur de vieilles dames                                  | Assassinats                                                                 | 24 août 1993               | 6 décembre 2009            | |           |
| 8      | Patrick GateauLe procès de la récidive                                   | Assassinat                                                                  | 2 juin 2005                | 3 janvier 2010             | |           |
| 9      | Annie et Yann BaudetMeurtre en familleDébat : Criminel de père en fils ? | Assassinat                                                                  | 13 février 1998            | 19 janvier 2010            | La première diffusion est réalisée en première partie de soirée. Condamnés en 2009 à 25 ans de réclusion criminelle. La sœur cadette Rozenn, qui témoigne dans ce numéro, apparaît aussi dans l’épisode 3 de la même saison sur l'Affaire Geneviève Montillet qui est le premier fait criminel de Yann. |           |
| 10     | Vincenzo AiutinoL'homme aux 50 affaires                                  | Assassinats                                                                 | 6 août 1991                | 28 février 2010            | |           |
| 11     | Bérenger BrounsLe charcutier du marché St Martin                         | Assassinats                                                                 | 20 février 2005            | 28 mars 2010               | |           |
| 12     | Le Lord assassiné                                                        | Assassinat                                                                  | 4 novembre 2004            | 18 avril 2010              | |           |
| 13     | La folle cavale de Lionel Cardon                                         | Assassinats, prise d'otages                                                 | 11 octobre 1983            | 25 avril 2010              | |           |
| 14     | Jacquy HaddoucheAu hasard du crime,                                      | Assassinats, viol                                                           | 30 novembre 1992           | 2 mai 2010                 | |           |
| 15     | La mort sur rendez-vousDébat : La prison change-t-elle les détenus ?     | Assassinats                                                                 | 7 décembre 1984            | 11 mai 2010                | |           |
| 16     | Frédéric AudibertViolence à huis clos                                    | Assassinat, privations de soins sur mineur de 15 ans ayant entraîné la mort | 23 octobre 2003            | 30 mai 2010                | Condamné en mai 2008 à 30 ans de réclusion criminelle, peine confirmée en appel. |           |
| 17     | Driss Sajdi et Émilie LouvetLa fille indigne et le récidiviste           | Viol, assassinat                                                            | 18 janvier 2005            | 20 juin 2010               | |           |

### Onzième saison (2010-2011)
| Numéro | Émission                                            | Les faits                                                    | Date du début de l’affaire | Date de première diffusion | Observations | Audiences |
| ------ | --------------------------------------------------- | ------------------------------------------------------------ | -------------------------- | -------------------------- | --- | --------- |
| 1      | Les amants du Cap Canaille                          | Assassinats                                                  | 25 mars 2001               | 5 septembre 2010           | En septembre 2008 dans l'affaire Jean-Pierre Faure, Béatrice Frustieri est condamnée à 20 ans de prison, Jean-Claude Douliéry à 30 ans dont 20 de sûreté, peine réduite à 25 ans en appel sans période de sûreté en septembre 2009. En février 2010, il est condamné à 20 ans de réclusion criminelle dans l'affaire Dominique Ortiz. |           |
| 2      | Dominique LouisLes secrets de Madame Jochimec       | Assassinat                                                   | 12 juillet 2003            | 12 septembre 2010          | Janvier 2008 : elle est condamnée à 28 ans de prison et Jean-Claude Vaze à 30 ans. Lui seul fait appel, mais se suicide en prison en août 2009. |           |
| 3      | Véronique CourjaultL'affaire des bébés congelés     | Meurtres sur nourrissons                                     | 1er novembre 2006          | 26 septembre 2010          | |           |
| 4      | Les trois procès d'Edwige Alessandri                | Meurtre                                                      | 16 juillet 2000            | 10 octobre 2010            | Condamnée le 20 février 2009 à 10 ans de réclusion criminelle pour le meurtre de son mari. En liberté conditionnelle depuis le 29 octobre 2010. |           |
| 5      | Casse à la banque de France de Toulon               | Cambriolage                                                  | 16 décembre 1992           | 24 octobre 2010            | |           |
| 6      | Francis LeroyLe tueur de la pleine lune             | Viols, meurtres, agressions, séquestrations, violences, vols | 29 juin 1961               | 7 novembre 2010            | |           |
| 7      | Jacqueline Carrère-PonthieuxInnocentée après 13 ans | Meurtre                                                      | 22 septembre 1997          | 21 novembre 2010           | Acquittée en mars 2010. Affaire non résolue. |           |
| 8      | André et Geneviève GournierMorts sans ordonnance    | Suicides par empoisonnement                                  | 30 novembre 1999           | 5 décembre 2010            | |           |
| 9      | La disparition de Suzanne Viguier                   | Disparition                                                  | 27 février 2000            | 9 janvier 2011             | |           |
| 10     | Serge ArmandL'homme qui voulait faire sa loi        | Assassinat                                                   | 18 avril 2002              | 23 janvier 2011            | |           |
| 11     | La tuerie de Belhade                                | Assassinats                                                  | 15 décembre 1985           | 30 janvier 2011            | Le 19 février 1993, Francis Ardanny, Jean-Jacques Horvath et Jean-Bernard Barthélémy sont condamnés à la réclusion à perpétuité. Jean-Pierre Alario à 15 ans de prison et Pascal Maillet à 18 ans. |           |
| 12     | Robert GreinerLe pompier criminel                   | Viol sur mineure, assassinat                                 | 8 décembre 1987            | 13 février 2011            | |           |
| 13     | Jean-Pierre TreiberL'affaire Giraud/Lherbier        | Assassinats                                                  | 1er novembre 2004          | 20 février 2011            | |           |
| 14     | Béatrice EdouinFemme fatale                         | Assassinat                                                   | 10 avril 2001              | 6 mars 2011                | En janvier 2007, à Nice, elle est condamnée à 20 ans de prison, Michel Caux à 25 ans. Laurent Roméo à 15 ans et Jean-Jacques Gros à 10 ans. Seuls Béatrice Edouin et Michel Caux font appel : en mars 2009 à Aix en Provence, elle est condamnée à 14 ans de réclusion, Caux à 15 ans. |           |
| 15     | David Jandin et Joao SoaresLe pacte de sang         | Assassinats                                                  | 16 avril 1997              | 13 mars 2011               | David Jandin et Joao Soares sont condamnés en septembre 2009 à 10 ans de réclusion pour les 2 assassinats de Fafe et Larchant. En cavale au moment du procès, Lotfi Mustafa est arrêté quelques jours après ce verdict, et jugé 9 mois plus tard : il écope de 8 ans pour le crime de Larchant. Au Portugal, Julia Cunha est condamnée à 18 ans pour avoir commandité le meurtre de son mari et Maria Soares prend 7 ans pour le nettoyage de la scène de crime. |           |
| 16     | Albert FoulcherLa vengeance de l'assureur           | Assassinats                                                  | 21 janvier 1993            | 10 avril 2011              | |           |
| 17     | Jean-Paul LeconteLe tueur de la Somme               | Enlèvements, viols, assassinats                              | 11 janvier 2002            | 24 avril 2011              | |           |
| 18     | Bernard RouhaldeLe mari, la mafia, la mamie         | Assassinat                                                   | 26 novembre 1991           | 1er mai 2011               | |           |
| 19     | Jacques HyverL'aventurier et le P.D.G.              | Enlèvement, séquestration, meurtre                           | 28 juin 1980               | 15 mai 2011                | Sorti de prison en 2005. Dernière émission présentée par Christophe Hondelatte. |           |

### Douzième saison (2011-2012)
| Numéro | Émission                                       | Les faits                                                            | Date du début de l’affaire | Date de première diffusion | Observations | Audiences |
| ------ | ---------------------------------------------- | -------------------------------------------------------------------- | -------------------------- | -------------------------- | --- | --------- |
| 1      | ZibhaL'homme du ferry                          | Assassinat                                                           | 21 novembre 2007           | 30 octobre 2011            | Première émission présentée par Frédérique Lantieri. |           |
| 2      | Poncé GaudissardLes mystères de Meyrargues     | Assassinats                                                          | 31 mars 2003               | 6 novembre 2011            | |           |
| 3      | Youssouf FofanaLe cerveau du gang des barbares | Enlèvement, séquestration, tortures et actes de barbarie, assassinat | 20 janvier 2006            | 13 novembre 2011           | |           |
| 4      | Siegler/MorisRetour à la case prison           | Assassinat                                                           | 20 mars 2007               | 20 novembre 2011           | |           |
| 5      | Michel AmbrasL'homme à la cigarette            | Tortures et actes de barbarie, assassinat                            | 16 avril 1996              | 27 novembre 2011           | |           |
| 6      | Alain KernoaMeurtre au Teknival                | Viol, assassinat                                                     | 23 juin 2005               | 4 décembre 2011            | |           |
| 7      | Albert MilletLe sanglier des Maures            | Assassinats                                                          | 3 avril 1954               | 11 décembre 2011           | |           |
| 8      | 3 hommes et un magot                           | Assassinats                                                          | 10 mars 2002               | 18 décembre 2011           | |           |
| 9      | Caspar et BeilleCrime en haute mer             | Assassinat                                                           | 17 août 2006               | 5 février 2012             | Condamnés le 14 décembre 2007 au Portugal à 24 ans de prison pour le meurtre d'André Le Floc'h. |           |
| 10     | Claude NolibéLe calvaire d'un père             | Assassinat                                                           | 31 juillet 1991            | 12 février 2012            | Philippe Guendouze est condamné le 15 janvier 2004 à 15 ans de réclusion criminelle pour le meurtre de Caroline Nolibé. |           |
| 11     | Hugues PignalMeurtre à la Saint-Sylvestre      | Assassinat                                                           | 31 décembre 1996           | 19 février 2012            | En juillet 2002, Hugues Pignal est condamné à 20 ans de réclusion criminelle et Jean-Claude Hardy à 1 an pour non-assistance à personne en danger. Seul le premier fait appel : rejugé en appel, sa condamnation de 20 ans est confirmée le 7 novembre 2003. |           |
| 12     | Raoul BecquerelL'homme qui enlevait les femmes | Enlèvements, viols, séquestrations                                   | 29 août 2004               | 26 février 2012            | |           |
| 13     | Duel sous les tropiques                        | Assassinat                                                           | 15 septembre 2003          | 4 mars 2012                | En septembre 2008, Christian Spadoni est condamné à 20 ans de réclusion pour l'assassinat d'Orlando Capozzi. Yves Giustiniani est condamné à 8 ans pour complicité et Michel Malon est acquitté. Spadoni ne fait pas appel de sa condamnation, Giustiani fait appel de la sienne et le Parquet interjette appel de la relaxe de Malon : en novembre 2010, Yves Giustiniani est condamné à 10 ans de réclusion criminelle et Malon à 15 ans de prison. |           |
| 14     | Rémy RoyL'assassin du minitel                  | Assassinats                                                          | 22 octobre 1990            | 18 mars 2012               | |           |
| 15     | Jean-Jacques PrévostLe violeur des collèges    | Agressions sexuelles, viols de mineures                              | 11 janvier 1999            | 25 mars 2012               | |           |
| 16     | Jean-Luc SebinLe forcené de Versailles         | Assassinats                                                          | 27 mars 1982               | 1er avril 2012             | Condamné en 1985 à la réclusion criminelle à perpétuité. Sorti de prison en 2005. |           |
| 17     | Les frères KonhuLe rocher de Kanumera          | Assassinat                                                           | 2 mai 2002                 | 8 avril 2012               | Ambroise et Antoine Konhu sont acquittés du meurtre de l'étudiante japonaise Mika Kusama en appel en avril 2009 . Affaire non résolue. |           |
| 18     | Antonio FerraraLa grande évasion               | Braquages, évasion                                                   | 12 mars 2003               | 29 avril 2012              | |           |
| 19     | Joël DeprezL'homme de trop                     | Assassinat                                                           | 21 janvier 2000            | 13 mai 2012                | Stéphane Hesry, Nathalie Deprez et William Leguillon sont condamnés à 30 ans de réclusion en février 2004, Sandrine Hesry à 8 ans. |           |
| 20     | La seringue du Docteur Cosme                   | Suicide                                                              | 28 février 1996            | 20 mai 2012                | Le 4 juillet 2009, Dominique Cosme est acquitté du meurtre de son associé Pascal Vito à Nice. |           |

### Treizième saison (2012-2013)
| Numéro | Émission                                                 | Les faits                                          | Date du début de l’affaire | Date de première diffusion | Observations | Audiences                                                                     |
| ------ | -------------------------------------------------------- | -------------------------------------------------- | -------------------------- | -------------------------- | --- | ----------------------------------------------------------------------------- |
| 1      | Poker macabre à Corte                                    | Assassinat                                         | 24 janvier 2005            | 16 septembre 2012          | Le 10 juin 2010, Xavier Luciani écope de 30 ans de prison, Nathalie Battesti de 10 ans, Dominique Pasqualaggi de 25 ans, Sébastien Giudicelli de 15 ans et Joseph Sabiani est condamné à 3 ans avec sursis. Seuls Luciani, Battesti et Pasqualaggi font appel de leur condamnation. Le 23 mars 2011, Xavier Luciani est de nouveau condamné à 30 ans de réclusion criminelle, Nathalie Battesti voit sa peine réduite à 7 ans et Dominique Pasqualaggi à 18 ans. |                                                                               |
| 2      | Joseph MessinaMortelle jalousie                          | Enlèvements, assassinats, vols avec arme           | 12 septembre 1993          | 23 septembre 2012          | |                                                                               |
| 3      | L'étrange disparition de Nadine Chabert                  | Disparition                                        | 10 juin 2003               | 30 septembre 2012          | Nouveau décor de l'émission. Affaire non résolue. |                                                                               |
| 4      | Peter et AuroreLes amants diaboliques                    | Assassinat                                         | 29 août 1992               | 7 octobre 2012             | Le 12 octobre 1994, à Mons, Peter Uwe Schmitt est condamné à 3 mois de prison avec sursis et à une amende pour homicide involontaire par négligence de Ursula Dechamps lors d'un accident de la route. Le 26 septembre 2001,à Bruxelles, Aurore Martin est condamnée à 15 ans de réclusion criminelle et Peter Uwe Schmitt à 20 ans pour le meurtre de Marc Van Beers. Elle est libérée en 2007, lui est libéré en 2008.                                         |                                                                               |
| 5      | Adeline PietLa disparue de Cancale                       | Assassinat                                         | 2 juillet 2006             | 14 octobre 2012            | Benoît Piet est condamné en février 2011 à 20 ans de réclusion criminelle pour coups et blessures ayant entraîné la mort sans intention de la donner. |                                                                               |
| 6      | Jean-Michel BissonnetLe mari, le vicomte et le jardinier | Assassinat                                         | 11 mars 2008               | 28 octobre 2012            | Condamné en novembre 2011 à 20 ans de réclusion, comme Méziane Belkacem. Le vicomte Amaury d’Harcourt écope de 8 ans, il sort de prison en 2012 pour raison de santé et décède en 2018 à l'age de 93 ans. Jean-Michel Bissonnet sort de prison en 2017 et Méziane Belkacem en 2018. |                                                                               |
| 7      | Le Gang des souris vertes                                | Braquages                                          | 11 septembre 2001          | 4 novembre 2012            | Imen Ghouali, la réalisatrice de ce documentaire a publié en octobre 2013 un livre revenant sur cette affaire, Le gang des souris vertes, aux éditions Hors Collection dans lequel elle livre tous les secrets de cette équipe hors normes. |                                                                               |
| 8      | Suzanne De CansonL'héritière dépouillée                  | Séquestration, non-assistance à personne en danger | 9 juin 1987                | 11 novembre 2012           | Le 27 octobre 1991, Joëlle Pesnel est condamnée à 13 ans de réclusion criminelle, Robert Boissonnet à 4 ans dont 1 avec sursis. |                                                                               |
| 9      | Karine TorchiLes démons de la baby-sitter                | Meurtre sur nourrisson                             | 29 juillet 2009            | 18 novembre 2012           | | Audience de la première diffusion : 1 858 000 télespectateurs (13,8 % de PDM) |
| 10     | Charles MissenardCrime sous perfusion                    | Assassinat                                         | 21 juillet 1999            | 2 décembre 2012            | Condamné le 10 juillet 2003 au Luxembourg à la réclusion criminelle à perpétuité, peine confirmée en appel le 23 janvier 2005. |                                                                               |
| 11     | Henri PacchioniPour les yeux d'Émilie                    | Meurtre                                            | 29 mai 1989                | 17 mars 2013               | |                                                                               |
| 12     | Rodica NegroiuL'empoisonneuse de Maxéville               | Assassinats                                        | 14 décembre 1990           | 24 mars 2013               | |                                                                               |
| 13     | Patrick LittorieLes crimes de la Mangrove                | Assassinats                                        | 22 décembre 2004           | 31 mars 2013               | Acquitté en décembre 2009 en première instance, il est condamné en octobre 2010 en appel à 19 ans de réclusion criminelle pour le double meurtre de Karim Merlot et Martine Desmarthon. | Audience de la première diffusion : 1 798 000 télespectateurs (12,3 % de PDM) |
| 14     | Sur la trace de David Missé Toubé                        | Meurtre, viols                                     | 28 février 1993            | 14 avril 2013              | Condamné le 26 octobre 2006 à 30 ans de réclusion dont 20 ans de sûreté. |                                                                               |
| 15     | François LégeretNoël tragique à Vevey,                   | Assassinats                                        | 4 janvier 2006             | 21 avril 2013              | Condamné le 18 mars 2010 en Suisse à la réclusion criminelle à perpétuité. | Audience de la première diffusion : 1 623 000 télespectateurs (11,1 % de PDM) |
| 16     | Robert LundLe mystère du lac                             | Assassinat                                         | 29 décembre 1999           | 5 mai 2013                 | |                                                                               |
| 17     | Emmanuel RistLa haine au cœur                            | Meurtre, profanation, attentat                     | 22 mai 2001                | 26 mai 2013                | | Audience de la première diffusion : 1 363 000 télespectateurs (8,3 % de PDM)  |

### Quatorzième saison (2013-2014)
| Numéro | Émission                                             | Les faits                                                                                          | Date du début de l’affaire | Date de première diffusion | Observations | Audiences |
| ------ | ---------------------------------------------------- | -------------------------------------------------------------------------------------------------- | -------------------------- | -------------------------- | --- | --- |
| 1      | Robert Lé DinhLe Saint élu et ses adeptes,           | Extorsion de fonds, escroquerie, dérives sectaires, abus de faiblesse, viols, agressions sexuelles | 30 avril 2007              | 8 septembre 2013           | Condamné le 18 septembre 2010 à 15 ans de réclusion criminelle. Sa peine est réduite à 10 ans en appel le 6 avril 2012. | Audience de la première diffusion : 1 318 000 télespectateurs (11 % de PDM)                                             |
| 2      | Sophie BerkmansLe meurtre de la rhumatologue         | Meurtre                                                                                            | 7 octobre 2002             | 15 septembre 2013          | | Audience de la première diffusion : 1 806 000 télespectateurs (13,9 % de PDM)                                           |
| 3      | Marc Machin Les meurtres du Pont de Neuilly          | Assassinats, erreur judiciaire                                                                     | 1er décembre 2001          | 22 septembre 2013          | | |
| 4      | Xavier PhilippeAssocié de malheur                    | Assassinat                                                                                         | 17 mai 2005                | 29 septembre 2013          | | Audience de la première diffusion : 1 639 000 télespectateurs (11,9 % de PDM)                                           |
| 5      | Francis EvrardL'enlèvement du petit Enis             | Enlèvement, séquestration, viol sur mineur                                                         | 15 août 2007               | 6 octobre 2013             | | Audience de la première diffusion : 1 433 000 télespectateurs (11,3 % de PDM)                                           |
| 6      | Les mensonges de Denize Soares                       | Assassinat                                                                                         | 17 août 2004               | 20 octobre 2013            | Condamnée en novembre 2012 à 17 ans de réclusion criminelle pour le meurtre de Sébastien Brun. | Audience de la première diffusion : 1 630 000 télespectateurs (12,3 % de PDM)                                           |
| 7      | Luc Amblard et Guy BordenaveEnterrés vivants         | Assassinats                                                                                        | 7 mars 2009                | 3 novembre 2013            | | Audience de la première diffusion : 1 574 000 télespectateurs (12,2 % de PDM)                                           |
| 8      | Jennifer CharronRendez-vous avec le diable           | Viol, assassinat                                                                                   | 29 avril 2007              | 17 novembre 2013           | Jose Nuno Mendes Abrantes meurt en prison le 5 décembre 2010, sans avoir pu être jugé. Abdelaziz Seridi est acquitté le 16 décembre 2011. Affaire non résolue. | |
| 9      | Éric BruyasLa tuerie de Saint-Andéol                 | Assassinats                                                                                        | 30 mai 1995                | 24 novembre 2013           | | L'émission bat son record d'audience depuis février 2012 avec 2 millions de téléspectateurs et 15,9 % de part de marché |
| 10     | Sur la piste de Salaun et Pallatin,                  | Braquage                                                                                           | 29 juillet 1995            | 1er décembre 2013          | ? | Audience de la première diffusion : 1 344 000 télespectateurs (12,4 % de PDM)                                           |
| 11     | Philippe RivetL'ambition mortelle                    | Attentat, assassinat                                                                               | 24 novembre 2000           | 15 décembre 2013           | Condamné le 16 décembre 2005 à 28 ans de réclusion. | Audience de la première diffusion : 1 510 000 télespectateurs (11,5 % de PDM)                                           |
| 12     | Ulrich MuenstermannL'homme qui avait peur des femmes | Viol, assassinat                                                                                   | 6 mai 1989                 | 2 mars 2014                | | Audience de la première diffusion : 1 552 000 télespectateurs (14,2 % de PDM)                                           |
| 13     | Anne-Marie Le CouviourLa mort en héritage            | Assassinat                                                                                         | 10 avril 2009              | 9 mars 2014                | ? | Audience de la première diffusion : 1 780 000 télespectateurs (13,3 % de PDM)                                           |
| 14     | Monique LejeuneAffaires de femmes                    | Meurtre                                                                                            | 8 février 2003             | 16 mars 2014               | | Audience de la première diffusion : 1 676 000 télespectateurs (13,9 % de PDM)                                           |
| 15     | La tuerie de Monfort                                 | Assassinats                                                                                        | 20 mai 1999                | 6 avril 2014               | En avril 2002, Kamel Ben Salah est condamné à la réclusion criminelle à perpétuité assortie d'une période de sûreté de 22 ans par la cour d'assises du Gers à Auch, peine confirmée en appel en mars 2003 par la cour d'assises de la Gironde à Bordeaux.                                                             | Audience de la première diffusion : 1 299 000 télespectateurs (14 % de PDM)                                             |
| 16     | Arnaud GhysUn homme à abattre                        | Assassinat                                                                                         | 9 juillet 2010             | 13 avril 2014              | | Audience de la première diffusion : 1 620 000 télespectateurs (9,5 % de PDM)                                            |
| 17     | Jean-Étienne SubercazeLe diabolique                  | Assassinats                                                                                        | 14 février 1992            | 27 avril 2014              | Condamné en juin 2001 à la réclusion criminelle à perpétuité, dont 22 ans de sureté, Daniel Louis, Dorothée Leven et Sandra Subercaze. | Audience de la première diffusion : 1 542 000 télespectateurs (11,5 % de PDM)                                           |
| 18     | La voix de Laurent                                   | Viols                                                                                              | 14 décembre 1998           | 11 mai 2014                | Sébastien Da Soledade est condamné à 19 ans de prison. | Audience de la première diffusion : 2 072 000 télespectateurs (14,8 % de PDM)                                           |
| 19     | Les petites économies de Claude Clément              | Assassinat                                                                                         | 23 décembre 2004           | 1er juin 2014              | Condamné le 4 juillet 2008 à 16 ans de réclusion criminelle pour l'assassinat de Christian Labouysse. Rejugé en appel, Claude Clément écope le 11 juin 2010 de 25 ans de réclusion. | Audience de la première diffusion : 1 574 000 télespectateurs (10,9 % de PDM)                                           |
| 20     | Guet-apens au Haras                                  | Assassinat                                                                                         | 30 septembre 2003          | 8 juin 2014                | Le 26 janvier 2007, Yves Legay est condamné à 20 ans de prison, Pascal Meunier à 12 ans, Danièle Addor-Kindler à 4 ans dont 2 avec sursis et Chantal Fleury à 1 an avec sursis. Le 19 octobre 2007, après avoir fait appel du premier jugement, Rita Hug-Staub est condamnée à 20 ans de prison, comme Claude Fleury. | |

### Quinzième saison (2014-2015)
| Numéro | Émission                                     | Les faits                                                                          | Date du début de l’affaire          | Date de première diffusion | Observations | Audiences                                                                     |
| ------ | -------------------------------------------- | ---------------------------------------------------------------------------------- | ----------------------------------- | -------------------------- | --- | ----------------------------------------------------------------------------- |
| 1      | Christophe KhiderL'évasion pour obsession    | Braquages, prises d'otages, homicide, évasions                                     | 27 mai 2001                         | 20 septembre 2014          | Diffusé le samedi à 14h45 au lieu du dimanche soir.                                                                                             |                                                                               |
| 2      | La disparition de Christophe Dalmasso        | Assassinat                                                                         | 19 septembre 2003                   | 4 octobre 2014             | |                                                                               |
| 3      | Gilles AndruetÉchecs et mort                 | Assassinat                                                                         | 22 août 1995                        | 11 octobre 2014            | |                                                                               |
| 4      | Muller contre Muller,                        | Suicide                                                                            | 8 novembre 1999                     | 1er novembre 2014          | | Audience de la première diffusion : 1 100 000 télespectateurs (10,7 % de PDM) |
| 5      | Chantal TernikVariations sur un suicide      | Suicide                                                                            | 3 avril 2003                        | 29 novembre 2014           | |                                                                               |
| 6      | Thierry SamanLe concierge qui en savait trop | Enlèvement, assassinat                                                             | 15 janvier 2003                     | 4 janvier 2015             | Retour sur la case du dimanche soir. |                                                                               |
| 7      | Patrice AlègreLe sang et la rumeur           | Viols, assassinats                                                                 | 11 juillet 1997                     | 18 janvier 2015            | | Audience de la première diffusion : 1 416 000 téléspectateurs (12,2 % de PDM) |
| 8      | Juliano VerbardPetit lys d'amour             | Viols, agressions sexuelles, enlèvement, séquestration, évasion, dérives sectaires | 9 août 2003                         | 25 janvier 2015            | | Audience de la première diffusion : 1 174 000 téléspectateurs (7,9 % de PDM)  |
| 9      | Gilles de VallièreL'assassin aux cordelettes | Assassinat, tentative de meurtre, agressions sexuelles, viol                       | 13 mars 1986                        | 8 février 2015             | | Audience de la première diffusion : 1 742 000 téléspectateurs (11,9 % de PDM) |
| 10     | André BamberskiPromesse à Kalinka            | Viols, meurtre, enlèvement                                                         | 10 juillet 1982                     | 22 février 2015            | Diffusion initialement prévue le 11 janvier 2015, déprogrammé en raison des attentats de Paris.                                                 | Audience de la première diffusion : 1 436 000 téléspectateurs (12,2 % de PDM) |
| 11     | Liliane PaoloneLa belle de jour              | Assassinat                                                                         | 12 mai 2005                         | 1er mars 2015              | Condamnée le 26 mars 2010 à 23 ans de réclusion.                                                                                                | Audience de la première diffusion : 1 460 000 téléspectateurs (10,8 % de PDM) |
| 12     | L'inconnu du puits                           | Tentative d'assassinat, assassinat                                                 | 28 novembre 2003 et 14 février 2009 | 8 mars 2015                | En février 2013 Éric Meynier est condamné à 30 ans de prison dont 20 ans de sûreté et Ludovic Serra à 25 ans, avec une peine de sûreté des 2/3. | Audience de la première diffusion : 1 368 000 téléspectateurs (10,6 % de PDM) |
| 13     | Bruno SulakLe charme au poing                | Braquages, évasions                                                                | 14 octobre 1978                     | 15 mars 2015               | | Audience de la première diffusion : 1 268 000 téléspectateurs (9,9 % de PDM)  |
| 14     | Le magot de Marcelle Bouvard                 | Assassinat                                                                         | 16 avril 2006                       | 29 mars 2015               | | Audience de la première diffusion : 1 863 000 téléspectateurs (11,2 % de PDM) |
| 15     | John Szablewski Du mensonge au meurtre       | Meurtre                                                                            | 28 novembre 2007                    | 5 avril 2015               | Condamné le 8 février 2012 à 30 ans de réclusion dont 20 ans de sûreté et 10 ans de suivi socio-judiciaire.                                     | Audience de la première diffusion : 1 700 000 téléspectateurs (11,4 % de PDM) |
| 16     | La métamorphose de Christine Constantien     | Assassinat                                                                         | 18 novembre 2008                    | 12 avril 2015              | Condamnée à 25 ans de réclusion criminelle le 23 septembre 2011. Acquittée en appel le 21 mai 2014. Affaire non résolue.                        | Audience de la première diffusion : 1 405 000 téléspectateurs (11,7 % de PDM) |

### Seizième saison (2015-2016)
| Numéro | Émission                                 | Les faits                                                         | Date du début de l’affaire | Date de première diffusion | Observations | Audiences                                                                                      |
| ------ | ---------------------------------------- | ----------------------------------------------------------------- | -------------------------- | -------------------------- | --- | ---------------------------------------------------------------------------------------------- |
| 1      | Yvan ColonnaLa traque                    | Assassinat                                                        | 6 février 1998             | 8 novembre 2015            | | Audience de la première diffusion : 1 138 000 télespectateurs (14,5 % de PDM)                  |
| 2      | Divorce à la sicilienne                  | Assassinat                                                        | 6 septembre 1999           | 22 novembre 2015           | En février 2005, José Gonçalves est condamné à 15 ans de prison et Catherine Sciabbarrasi à 12 ans. Libérée après 7 ans de détention, elle meurt en mai 2009. | Audience de la première diffusion : 1 079 000 télespectateurs (8,4 % de PDM)                   |
| 3      | Denis LemassonLe comptable machiavélique | Tentative d'assassinat, assassinat                                | 22 mars 2002               | 13 décembre 2015           | Condamné en Suisse en septembre 2004 à perpétuité. Condamné en décembre 2009 à la réclusion criminelle à perpétuité, dont 22 ans de sureté.                   | Audience de la première diffusion : 750 000 télespectateurs (10,8 % de PDM)                    |
| 4      | VA/OM Tapie, le proc et les menteurs     | Corruption dans le football                                       | 20 mai 1993                | 31 janvier 2016            | | Audience de la première diffusion : 1 096 000 télespectateurs (8,3 % de PDM)                   |
| 5      | Philippe GlettyLiaisons fatales          | Assassinat                                                        | 27 février 2012            | 14 février 2016            | | Audience de la première diffusion : 1 497 000 télespectateurs (12 % de PDM)                    |
| 6      | Farid TirLe solitaire                    | Braquages, vols d'armes, vols de voitures, évasion, séquestration | 21 mars 2001               | 28 février 2016            | Condamné en mars 2014 à 15 ans de réclusion, dont 10 de sureté.                                                                                               | Audience de la première diffusion : 1 082 000 télespectateurs (8,9 % de PDM)                   |
| 7      | Didier LacoteLa dose mortelle            | Assassinat                                                        | 3 mars 2009                | 6 mars 2016                | Affaire non résolue. | Audience de la première diffusion : 1 355 000 téléspectateurs (8,6 % de PDM)[réf. nécessaire]  |
| 8      | Le crime fou de Stéphane Moitoiret,      | Assassinat                                                        | 28 juillet 2008            | 13 mars 2016               | | Audience de la première diffusion : 868 000 téléspectateurs (9,5 % de PDM)[réf. nécessaire]    |
| 9      | Combat pour Angélique                    | Assassinat                                                        | 13 octobre 1996            | 20 mars 2016               | José Mendes Furtado se suicide le 8 mars 2011. | Audience de la première diffusion : 1 440 000 télespectateurs (11 % de PDM)[réf. nécessaire]   |
| 10     | Le mystère de Hassel                     | Assassinat                                                        | 1er novembre 2010          | 27 mars 2016               | Affaire non résolue. |                                                                                                |
| 11     | Jeanette O'KeefeLa mort au rendez-vous   | Assassinat                                                        | 2 janvier 2001             | 3 avril 2016               | Adriano Araujo da Silva est condamné le 11 avril 2013 à 30 ans de réclusion criminelle.                                                                       | Audience de la première diffusion : 1 485 000 télespectateurs (11,5 % de PDM)[réf. nécessaire] |
| 12     | Nuit tragique au moulin                  | Assassinat                                                        | 9 janvier 2010             | 10 avril 2016              | | Audience de la première diffusion : 1 051 000 télespectateurs (7,3 % de PDM)[réf. nécessaire]  |
| 13     | Vengeance au pays des motards            | Assassinats                                                       | 8 août 2003                | 5 juin 2016                | | Audience de la première diffusion : 1 189 000 téléspectateurs (9,4 % de PDM)[réf. nécessaire]  |

### Dix-septième saison (2017)
| Numéro | Émission                                    | Les faits                                  | Date du début de l’affaire | Date de première diffusion | Observations         | Audiences                                                                                     |
| ------ | ------------------------------------------- | ------------------------------------------ | -------------------------- | -------------------------- | -------------------- | --------------------------------------------------------------------------------------------- |
| 1      | Bruay-en-ArtoisLe notaire et le petit juge  | Assassinat                                 | 6 avril 1972               | 5 mars 2017                | Affaire non résolue. | Audience de la première diffusion : 1 029 000 téléspectateurs (9,5 % de PDM)[réf. nécessaire] |
| 2      | Lassana CoulibalyLe violeur aux chaussettes | Viols, agressions sexuelles, séquestration | 13 octobre 2002            | 12 mars 2017               |                      | Audience de la première diffusion : 978 000 téléspectateurs (10,2 % de PDM)[réf. nécessaire]  |
| 3      | Luka Rocco MagnottaLe dépeceur de Montréal  | Assassinat                                 | 30 mai 2012                | 26 mars 2017               |                      | Audience de la première diffusion : 1 072 000 téléspectateurs (8,3 % de PDM)[réf. nécessaire] |
| 4      | Agnès MarinLa mort au collège               | Viol et assassinat                         | 16 novembre 2011           | 2 avril 2017               |                      | Audience de la première diffusion : 1 046 000 téléspectateurs (9 % de PDM)[réf. nécessaire]   |
| 5      | Amanda KnoxAnge ou démon                    | Viol et meurtre                            | 1er novembre 2007          | 9 avril 2017               |                      | Audience de la première diffusion : 743 000 téléspectateurs (7,6 % de PDM)[réf. nécessaire]   |

### Dix-huitième saison (2018)
| Numéro | Émission                                      | Les faits                                            | Date du début de l’affaire | Date de première diffusion | Observations | Audiences                                                                                      |
| ------ | --------------------------------------------- | ---------------------------------------------------- | -------------------------- | -------------------------- | --- | ---------------------------------------------------------------------------------------------- |
| 1      | Tony MeilhonLa mauvaise rencontre de Lætitia, | Enlèvement et meurtre                                | 19 janvier 2011            | 28 janvier 2018            | | Audience de la première diffusion : 1 154 000 téléspectateurs (8,1 % de PDM)[réf. nécessaire]  |
| 2      | Dominique AubryLe Mystère de la péniche       | Suicide                                              | 1er décembre 2005          | 4 février 2018             | | Audience de la première diffusion : 1 534 000 téléspectateurs (12,7% de PDM)[réf. nécessaire]  |
| 3      | Sylviane FabreLa colère d'une femme blessée   | Meurtre                                              | 15 avril 2011              | 11 février 2018            | | Audience de la première diffusion : 1 224 000 téléspectateurs (9 % de PDM)[réf. nécessaire]    |
| 4      | Sylvain SchruttUn gendre insoupçonnable       | Assassinat                                           | 28 août 2010               | 4 mars 2018                | Affaire non résolue. | Audience de la première diffusion : 1 180 000 téléspectateurs (13,3 % de PDM)                  |
| 5      | Bruno CholetLe faux taxi                      | Meurtre                                              | 19 avril 2008              | 11 mars 2018               | Contrairement aux autres épisodes, celui-ci ne se termine pas par une conclusion de Frédérique Lantieri mais par un poème sur la vie écrit par la victime Susanna Zetterberg. | Audience de la première diffusion : 1 156 000 téléspectateurs (11,4 % de PDM)[réf. nécessaire] |
| 6      | Steven DaubioulLe tueur du 20 juin            | Viol, assassinats et attentat à la pudeur sur mineur | 20 juin 2005               | 25 mars 2018               | Condamné en octobre 2015 à perpétuité, avec 15 ans de mise à disposition du Tribunal d'application des peines.                                                                | Audience de la première diffusion : 972 000 téléspectateurs (10,3 % de PDM)                    |
| 7      | Un couple presque parfait                     | Meurtre                                              | 26 février 2005            | 8 avril 2018               | Affaire non résolue. | Audience de la première diffusion : 972 000 téléspectateurs (11,3 % de PDM)[réf. nécessaire]   |
| 8      | Laurent BaryLa femme du volailler             | Meurtre                                              | 26 mars 2004               | 29 avril 2018              | | Audience de la première diffusion : 1 436 000 téléspectateurs (13,2 % de PDM)[réf. nécessaire] |

### Dix-neuvième saison (2019)
| Numéro | Émission                          | Les faits   | Date du début de l’affaire | Date de première diffusion | Observations | Audiences                                                                   |
| ------ | --------------------------------- | ----------- | -------------------------- | -------------------------- | ------------ | --------------------------------------------------------------------------- |
| 1      | Trahison sanglante                | Assassinat  | 16 mars 2013               | 23 janvier 2019            |              | Audience de la première diffusion : 1 220 000 téléspectateurs (12 % de PDM) |
| 2      | Yoni PalmierLe tueur de l'Essonne | Assassinats | 27 novembre 2011           | 30 janvier 2019            |              | Audience de la première diffusion : 820,000 téléspectateurs (8,1 % de PDM)  |

### Vingtième saison (2020)
| Numéro | Émission                                       | Les faits                                                         | Date du début de l’affaire | Date de première diffusion | Observations | Audiences                                                                     |
| ------ | ---------------------------------------------- | ----------------------------------------------------------------- | -------------------------- | -------------------------- | --- | ----------------------------------------------------------------------------- |
| 1      | Alain Berruet L'obsession de la vengeance      | Assassinat                                                        | 8 avril 2012               | 13 janvier 2020            | Condamné le 19 juin 2015 à 20 ans de réclusion criminelle. Son ex-épouse Henda Naceur est condamnée à 2 ans de prison avec sursis pour complicité de destruction de preuve. | Audience de la première diffusion : 1 226 000 téléspectateurs (11,1 % de PDM) |
| 2      | Nicolas Charbonnier L'étrangleur de Strasbourg | Agression sexuelle, actes de torture et barbarie, viol et meurtre | 21 janvier 1986            | 20 janvier 2020            | Condamné le 23 mars 2016 à la réclusion criminelle à perpétuité. | Audience de la première diffusion : 1 140 000 téléspectateurs (11,7 % de PDM) |
| 3      | Raphaël Maillant Mensonges et trahison         | Meurtres                                                          | 12 août 1991               | 27 janvier 2020            | Condamné le 14 mars 1997 à 17 ans de réclusion criminelle. Libéré en février 2004. Yann Bello est condamné à 2 ans de prison pour transport et recel de cadavre. Le 10 octobre 2014, Bello est condamné à 25 ans de réclusion criminelle pour le meurtre de son épouse. Il fait appel, mais se désiste en février 2016. | Audience de la première diffusion : 1 045 000 téléspectateurs (10,3 % de PDM) |
| 4      | David Lefèvre Le tueur des marais              | Meurtres                                                          | 21 janvier 2011            | 3 février 2020             | | Audience de la première diffusion : 886 000 téléspectateurs (7,6 % de PDM)    |
| 5      | Sébastien Malinge Le meurtrier au tournevis    | Meurtre                                                           | 28 novembre 2010           | 10 février 2020            | Condamné le 11 décembre 2014 à 30 ans de réclusion criminelle. | Audience de la première diffusion : 852 000 téléspectateurs (7,7 % de PDM)    |
| 6      | Roselyne Lejard Plutôt veuve que divorcée      | Assassinat                                                        | 24 novembre 2010           | 17 février 2020            | | Audience de la première diffusion : 1 030 000 téléspectateurs (9,8 % de PDM)  |
| 7      | Mohamed Faleh Le tueur à la hache              | Assassinats, tentative d'assassinat                               | 29 septembre 1995          | 24 février 2020            | Assassinat d'Abdelkader Chamrouki / Tentative d'assassinat sur « Max » : Condamné en mars 2003 par la cour d'assises du Doubs à la réclusion criminelle à perpétuité. Peine confirmée en appel par la cour d'assises de la Côte-d'Or, et alourdie d'une période de sûreté de 22 ans. Assassinat d'Anna Ratti : Condamné en novembre 2004 par la cour d'assises du Doubs à la réclusion criminelle à perpétuité. Assassinat de Mohamed Sellami : Condamné en octobre 2015 par la cour d’assises de la Haute-Saône et du Territoire de Belfort à la réclusion criminelle à perpétuité. Dernière émission présentée par Frédérique Lantieri. Dernière émission diffusée sur France 2. | Audience de la première diffusion : 616 000 téléspectateurs (6,4 % de PDM)    |

### Vingt et unième saison (2020)
| Numéro | Émission                         | Les faits                                                       | Date du début de l'affaire | Date de première diffusion | Observations | Audiences                                                                   |
| ------ | -------------------------------- | --------------------------------------------------------------- | -------------------------- | -------------------------- | --- | --------------------------------------------------------------------------- |
| 1      | Le combat de Marie-Rose          | Viol et meurtre                                                 | 28 décembre 1996           | 18 octobre 2020            | Première émission inédite diffusée sur RMC Story. Première émission présentée par Rachid M’Barki. | Audience de la première diffusion : 662 000 téléspectateurs (2,7 % de PDM)  |
| 2      | Meurtre à la Breaking Bad        | Meurtre                                                         | 3 août 2015                | 25 octobre 2020            | Le 21 décembre 2018, Taha Mrani Alaoui est condamné à 30 ans de réclusion criminelle et Zakariya Banouni à 25 ans pour le meurtre d'Eva Bourseau. | Audience de la première diffusion : 818 000 téléspectateurs (3,5 % de PDM)  |
| 3      | Vaudeville macabre à Chambéry    | Meurtre                                                         | 29 avril 2012              | 1er novembre 2020          | Le 23 mars 2015, Philippe Perrier est condamné à 3 ans de réclusion criminelle pour recel de cadavre et destruction de preuve, Mikaël Bœuf à 8 ans pour complicité de meurtre et Nathalie Perrier à 20 ans pour le meurtre de Lionel Véronèse. Seuls les 2 derniers font appel : le 21 novembre 2016, Bœuf écope de 6 ans et Nathalie Perrier (qui a repris son nom de jeune fille Michellier) voit sa peine de 20 ans confirmée.               | Audience de la première diffusion : 732 000 téléspectateurs (2,9 % de PDM). |
| 4      | La Veuve Noire de l'Isère        | Assassinat                                                      | 28 septembre 2008          | 8 novembre 2020            | | Audience de la première diffusion : 635 000 téléspectateurs (2,5 % de PDM). |
| 5      | Le tueur de la gare de Perpignan | Assassinats, disparition                                        | 24 septembre 1995          | 15 novembre 2020           | Mise à jour de l'affaire du 4e épisode de la 8e saison. | Audience de la première diffusion : 589 000 téléspectateurs (2,3 % de PDM)  |
| 6      | Le chevalier noir                | Assassinat, viols sur mineurs, agressions sexuelles sur mineurs | 15 décembre 1996           | 22 novembre 2020           | Le 21 mai 2010, Fabrice Motch est condamné à 15 ans de réclusion criminelle pour viols et agressions sexuelles sur mineurs assortis d'une période de sûreté de 10 ans, d'une obligation de soin et d'une interdiction définitive de travailler au contact des mineurs. Le 20 septembre 2017, il est condamné à la réclusion criminelle à perpétuité pour l'assassinat de Philippe Pico, Yannick Lannou écope de 25 ans, Lionel Motch de 17 ans. | Audience de la première diffusion : 488 000 téléspectateurs (1,9 % de PDM)  |

### Vingt-deuxième saison (2021)
| Numéro | Émission                                         | Les faits                                         | Date du début de l'affaire | Date de première diffusion | Observations | Audiences                                                                  |
| ------ | ------------------------------------------------ | ------------------------------------------------- | -------------------------- | -------------------------- | --- | -------------------------------------------------------------------------- |
| 1      | Arnaud Hopfner Le violeur de la RN4              | 6 viols, 8 tentatives de viol                     | janvier 2008               | 3 octobre 2021             | Condamné le 29 avril 2016 à 18 ans de réclusion criminelle, dont une peine de sûreté des deux tiers, par la cour d'assises de Nancy.                                                                                | Audience de la première diffusion : 544 000 téléspectateurs (2,4 % de PDM) |
| 2      | Patrick Salameh Le Jack l’Éventreur de Marseille | Enlèvements, séquestrations, viols, meurtres      | 7 mai 2008                 | 10 octobre 2021            | | Audience de la première diffusion : 565 000 téléspectateurs (2,5 % de PDM) |
| 3      | Fabienne Kabou L'infanticide de Berck            | Assassinat (Infanticide)                          | 19 novembre 2013           | 17 octobre 2021            | | Audience de la première diffusion : 581 000 téléspectateurs (2,7 % de PDM) |
| 4      | Mohamed Merah La Traque                          | Actes terroristes                                 | 11 mars 2012               | 24 octobre 2021            | | Audience de la première diffusion : 392 000 téléspectateurs (1,8 % de PDM) |
| 5      | Jonathann Daval La trahison du gendre idéal      | Homicide                                          | 28 octobre 2017            | 31 octobre 2021            | | Audience de la première diffusion : 486 000 téléspectateurs (2,5 % de PDM) |
| 6      | François Darcy La balle dans le dos              | Assassinat                                        | 26 février 2012            | 7 novembre 2021            | Condamné le 22 septembre 2016 à 30 ans de réclusion par la cour d'assises de Versailles. Le 3 juillet 2018 en appel ses 30 ans de réclusion sont alourdis de 20 ans de sûreté par la cour d'assises de Nanterre.    | Audience de la première diffusion : 584 000 téléspectateurs (2,7 % de PDM) |
| 7      | Jamel Leulmi Le barbe bleue de l'Essonne         | Assassinat, tentative d'assassinat et escroquerie | janvier 2007               | 14 novembre 2021           | Condamné le 22 mai 2014 à 30 ans de réclusion dont 12 ans de sûreté par la cour d'assises d'Évry. Peine alourdie en appel : 30 ans assortis de 18 ans de sûreté, le 12 février 2016 par la cour d'assises de Paris. | Audience de la première diffusion : 563 000 téléspectateurs (2,4 % de PDM) |
| 8      | Jean-Pierre Mura Lame fatale                     | Homicide d'une mineure                            | 18 décembre 1986           | 21 novembre 2021           | | Audience de la première diffusion : 533 000 téléspectateurs (2,3 % de PDM) |

### Vingt-troisième saison (2022)
| Numéro | Émission                                                 | Les faits                                                                        | Date du début de l'affaire | Date de première diffusion | Observations | Audiences                                                                                   |
| ------ | -------------------------------------------------------- | -------------------------------------------------------------------------------- | -------------------------- | -------------------------- | --- | ------------------------------------------------------------------------------------------- |
| 1      | Obsession sur les Troadec                                | Assassinats                                                                      | 16 février 2017            | 18 septembre 2022          | | Audience de la première diffusion : 421 000 téléspectateurs (1,9 % de PDM)                  |
| 2      | Aurélien Pioger La mort dans les vignes                  | Meurtre, enlèvement, séquestration, violences et actes de torture ou de barbarie | 19 octobre 2008            | 25 septembre 2022          | Acquittés du meurtre, Landry Frias est condamné à 18 ans de réclusion, Claude Boulé et Maxime Deschamps à 15 ans pour enlèvement , séquestration, violences, actes de torture et barbarie; Sylvie Rompillon et Chloé Simon écopent de 3 ans dont 1 avec sursis pour non-assistance à personne en danger; Alexandre Solaro et Claude Ouedraogo de 2 ans avec sursis pour non dénonciation de crime. Le procès n'a pas permis de déterminer lequel (ou lesquels) des accusés a (ou ont) donné la mort. | Audience de la première diffusion : 663 000 téléspectateurs (3 % de PDM)                    |
| 3      | Sophie Masala La démembreuse du canal                    | Meurtre et dissimulation de preuves                                              | mai 2016                   | 2 octobre 2022             | Condamnée le 26 octobre 2019 à 27 ans de réclusion criminelle pour le meurtre de Maryline Planche. | Audience de la première diffusion : 551 000 téléspectateurs (2,7 % de PDM)                  |
| 4      | Le meurtre inavouable de Sylvain Dromard                 | Assassinat                                                                       | 15 juillet 2010            | 9 octobre 2022             | Le 1er juillet 2016 à la cour d'assises de Reims, il est condamné à 30 ans de réclusion pour l'assassinat de son épouse Laurence, son ancienne maîtresse Murielle Bonin écope de 18 ans pour complicité. En appel le 20 septembre 2017 à la cour d'assises de Troyes, sa peine est confirmée et Murielle Bonin est acquittée. Il se suicide en prison en mars 2018. | Audience de la première diffusion : 561 000 téléspectateurs (2,7 % de PDM)                  |
| 5      | Philippe Gillet Le taureau des Ardennes                  | Assassinat                                                                       | 3 janvier 2012             | 16 octobre 2022            | Condamné en avril 2019 à la cour d'assises de Charleville-Mézières à 22 ans de réclusion criminelle. Le 22 avril 2021, en appel à la cour d'assises de Reims, il est condamné à 30 ans de réclusion criminelle, dont 20 ans de sureté. | Audience de la première diffusion : 506 000 téléspectateurs (2,5 % de PDM)                  |
| 6      | La belle et le taulard                                   | Assassinat                                                                       | 28 septembre 2011          | 23 octobre 2022            | En janvier 2016, à la cour d'assises de Bordeaux, Sylvain Rouvio est condamné à 20 ans de réclusion criminelle et Chaffat Abdallah à 18 ans. En appel à la cour d'assises d'Angoulême le 20 octobre 2017, ils sont tous les deux condamnés à 18 ans. | Audience de la première diffusion : 472 000 téléspectateurs (2,1 % de PDM)                  |
| 7      | Hervé Robino La trahison du jardinier                    | Assassinat                                                                       | 27 juillet 2014            | 30 octobre 2022            | Condamné le 23 mars 2018 à 20 ans de réclusion pour l'assassinat de Bernadette Benaïm Cogis par la cour d'assises de Draguignan. Son épouse Pascale est condamnée à 10 ans et leur fille Roxanne à 7 ans pour complicité. En appel à la cour d'assises d'Aix-en-Provence en octobre 2019, la peine d'Hervé est confirmée, celle de Pascale est alourdie à 16 ans et celle de Roxanne à 14 ans. | Audience de la première diffusion : 416 000 téléspectateurs (2 % de PDM)                    |
| 8      | Rémi Chesne et Audrey Louvet La grotte sanglante de Sète | Séquestration et assassinat                                                      | 23 juin 2014               | 6 novembre 2022            | | Audience de la première diffusion : 554 000 téléspectateurs (2,6 % de PDM)                  |
| 9      | La loi de Denis Mannechez                                | Assassinats, violences, viols et incestes                                        | 7 octobre 2014             | 13 novembre 2022           | | Audience de la première diffusion : 648 000 téléspectateurs (3 % de PDM)                    |
| 10     | Pascal Payet Le roi de l'évasion                         | Assassinat, évasions, vols, association de malfaiteurs                           | 23 janvier 1999            | 20 novembre 2022           | Dernière émission présentée par Rachid M'Barki. | Audience de la première diffusion : 434 000 téléspectateurs (1,9 % de PDM)[réf. nécessaire] |

### Vingt-quatrième saison (2023-2024)
| Numéro                      | Émission                                                    | Les faits                                        | Date du début de l'affaire     | Date de première diffusion | Observations | Audiences                                                                |
| --------------------------- | ----------------------------------------------------------- | ------------------------------------------------ | ------------------------------ | -------------------------- | --- | ------------------------------------------------------------------------ |
| 1                           | Les secrets de Nordahl Lelandais                            | Homicide, enlèvement d'enfant                    | 12 avril 2017                  | 17 septembre 2023          | Première émission présentée par Christophe Delay. | Audience de la première diffusion : 405 000 (2,1 % PDM)[réf. nécessaire] |
| 2                           | Farid Ouzzane, le mort de la valise                         | Assassinat                                       | 13 juillet 2011                | 24 septembre 2023          | En décembre 2016, à la cour d'assises de Vannes, Laïla « Sabrina » Id Yassine est condamnée à 12 ans de réclusion criminelle, Élodie Le Toullec à 6 ans et Pierrick Le Toullec à 1 an avec sursis. Le 13 novembre 2018, à la cour d'assises de Saint-Brieuc, la condamnation de Laïla « Sabrina » Id Yassine est confirmée en appel.                                 | Audience de la première diffusion : 617 000 (3 % PDM)                    |
| 3                           | Alexandre Verdure et l'inconnue du Frasnois                 | Meurtre                                          | novembre 2015                  | 1er octobre 2023           | Condamné en décembre 2020 à 20 ans de réclusion pour le meurtre de Mihaela Miloiu par la cour d'assises de Besançon. En septembre 2021, sa peine est alourdie en appel à 30 ans par la cour d'assises de Lons-le-Saunier. | Audience de la première diffusion : 590 000 (3 % PDM)                    |
| 4                           | Florian Varin, le violeur à la gueule d'ange                | Viols et tentative de meurtre                    | 10 décembre 2011               | 8 octobre 2023             | | Audience de la première diffusion : 588 000 (3 % PDM)                    |
| 5                           | Edith Scaravetti et le mort du mur                          | Meurtre                                          | 6 aout 2014                    | 22 octobre 2023            | | Audience de la première diffusion : 460 000 (2.2 % PDM)                  |
| 6                           | Patrice Uzan, l'arme fatale                                 | Meurtres                                         | Janvier 2011                   | 29 octobre 2023            | Condamné 3 mars 2016 par la cour d'assises de Paris à 22 ans de réclusion pour le meurtre de Serge Zenou. En appel le 31 mars 2017 sa peine est alourdie à 30 ans par la cour d'assises d'Évry. Condamné par la cour d'assises de Pontoise le 20 mai 2016 à la réclusion criminelle à perpétuité dont 20 ans de sûreté pour le meurtre de Christiane et Michel Hick. | Audience de la première diffusion : 461 000 (2.3 % PDM)                  |
| 7                           | Le crime presque parfait de Georges Pierru et Grit Bergmann | Assassinat                                       | 26 septembre 2011              | 5 novembre 2023            | | Audience de la première diffusion : 462 000 (2.2 % PDM)                  |
| 8                           | Jean-Baptiste Rambla : un crime pour héritage               | Meurtres                                         | 13 juillet 2004                | 12 novembre 2023           | | Audience de la première diffusion : 482 000 (2.3 % PDM)                  |
| 9                           | Willy Bardon, la voix du sang                               | Enlèvement, viol et meurtre                      | 10 janvier 2002                | 19 novembre 2023           | | Audience de la première diffusion : 503 000 (2,4 % PDM)                  |
| 10                          | Cyril Koskinas, sexe, mensonges et vidéo                    | Assassinats                                      | juillet 2004                   | 26 novembre 2023           | | Audience de la première diffusion : 418 000 (2% PDM)                     |
| 11                          | Gomis : deux frères jumeaux, un coupable                    | Viol, tentative de viols et agressions sexuelles | Septembre 2012                 | 10 mars 2024               | | Audience de la première diffusion : 311 000 (1,5% PDM)[réf. nécessaire]  |
| 12                          | Laurent Dejean et la joggeuse de Bouloc                     | Meurtre                                          | 14 février 2011                | 17 mars 2024               | Condamné en appel à 20 ans de réclusion par la cour d'assises d'Albi en juillet 2021 pour le meurtre de Patricia Bouchon. | Audience de la première diffusion : 550 000 (2,8% PDM)[réf. nécessaire]  |
| 13                          | Jacqueline Sauvage, du crime à la grâce                     | Homicide                                         | 10 septembre 2012              | 24 mars 2024               | | Audience de la première diffusion : 361 000 (1,7% PDM)                   |
| Spin off "Crimes flagrants" |                                                             |                                                  |                                |                            | |                                                                          |
| 14                          | Quand le tueur est dans la famille                          | Meurtres à huis-clos                             | 26 juin 2014 / 26 juillet 2012 | 5 mai 2024                 | Affaires Dominique Henri et Jordan Lenisa | Audience de la première diffusion : 668 000 (3,5% PDM)                   |
| 15                          | Mères à mort                                                | meurtres, néonaticide                            |                                | 12 mai 2024                | Deux affaires: les bébés congelés d'Audrey Chabot et l'octuple crime de Dominique Cottrez | Audience de la première diffusion :                                      |
| 16                          | Sur la route des tueurs de masse                            | meurtres de masses                               |                                | 26 mai 2024                | Deux affaires: la tuerie de Luxiol et la tuerie de Nanterre | Audience de la première diffusion :                                      |

### Vingt-cinquième saison (2024-2025)
| Numéro                      | Émission                                         | Les faits | Date du début de l'affaire | Date de première diffusion | Observations | Audiences                                                                |
| --------------------------- | ------------------------------------------------ | --- | -------------------------- | -------------------------- | ------------ | ------------------------------------------------------------------------ |
| 1                           | Kévin Rouxel Coup de poudre à la maison Bigné    | Assassinats | 20 février 2016            | 15 septembre 2024          |              | Audience de la première diffusion : 612 000 (3,3% PDA)[réf. nécessaire]  |
| 2                           | La ligne de crimes de Menouar Touil              | Assassinat, tentative d'assassinat                                                                                                   | 30 décembre 2012           | 6 octobre 2024             |              | Audience de la première diffusion : 561 000 (2,9 % PDA)[réf. nécessaire] |
| 3                           | Véronique Pierret et Émilie Viseur Les ex-pertes | Assassinats | 14 mars 2013               | 13 octobre 2024            |              | Audience de la première diffusion : 571 000 (2,9 % PDA)[réf. nécessaire] |
| 4                           | Sofiane Rasmouk Le monstre de Colombes           | Assassinats | 8 août 2013                | 17 novembre 2024           |              | Audience de la première diffusion : 524 000 (2,6 % PDA)[réf. nécessaire] |
| 5                           | Crime "à la Dexter"                              | Meurtre | 2012                       | 24 novembre 2024           |              | Audience de la première diffusion : 431 000 (2,2 % PDA)[réf. nécessaire] |
| 6                           | Valérie Bacot La mort pour délivrance            | Meurtre | 13 mars 2016               | 1er décembre 2024          |              | Audience de la première diffusion : 448 000 (2,3 % PDA)[réf. nécessaire] |
| 7                           | Dino Scala Le violeur de la Sambre               | Viols et agressions sexuelles | mars 1988                  | 2 février 2025             |              | Audience de la première diffusion : 554 000 (3,1 % PDA)[réf. nécessaire] |
| 8                           | Crime sur le Rocher L'affaire Pastor             | Assassinats, complicité d'assassinats, et association de malfaiteurs                                                                 | 6 mai 2014                 | 9 mars 2025                |              | Audience de la première diffusion : 523 000 (2,9 % PDA)[réf. nécessaire] |
| 9                           | Le Dilemme de Catarina                           | Meurtre | 30 août 2015               | 23 mars 2025               |              | Audience de la première diffusion : 393 000 ( 1,9 % PDA)                 |
| 10                          | L'inconnue de Vernouillet                        | Disparition d'Anne Marie Richy | août 2017                  | 6 avril 2025               |              | Audience de la première diffusion : 667 000 ( 3,7 % PDA)                 |
| 11                          | Le Crime sans visage                             | Qui a tué Beatrice Bowé supportrice du FC Durrenbach que les habitants surnommaient la mamie Foot et surtout qui a scalpé son visage | 6 avril 2017               | 4 mai 2025                 |              | Audience de la première diffusion : 586 000 ( 3,1 % PDA)                 |
| 12                          | Michael Philétas le male dans la peau            | | 28 janvier 2020            | 18 mai 2025                |              | Audience de la première diffusion : 490 000 ( 2,7 % PDA)                 |
| 13                          | Le Secret défense des Silva Marquez              | | 2015                       | 8 juin 2025                |              | Audience de la première diffusion : ( % PDA)                             |
| Spin off "Crimes flagrants" |                                                  | |                            |                            |              |                                                                          |
| 14                          | Mort par procuration                             | Vincent Person accusé de la mort de son enfant de 3 ans dans le Finistère Quimper                                                    | 24 juin 2019               | 15 juin 2025               |              | Audience de la première diffusion :                                      |
| 15                          | Le souffre-douleur, à la vie à la mort           | William Modolo victime de cinq adultes pour souffres douleur il seront condamnés a 30 ans                                            | 22 mai 2006                | 29 juin 2025               |              | Audience de la première diffusion : ( % PDA)                             |

## Autour de l'émission

### Nom de l'émission
Le nom de l'émission reprend la phrase qui est traditionnellement prononcée dans chaque procès d'assises par le président juste avant le tirage au sort des jurés.

### Identité visuelle

Logo du 11 juillet 2002 au 23 septembre 2012 et depuis le 18 octobre 2020.
Logo du 30 septembre 2012 au 28 février 2020.

### Musique du générique
La musique du générique du début est une œuvre originale de Jean-Marie Leau et Raphaël Tidas.
La musique du générique de fin est le titre High Over Glenelg du groupe The Narcoleptics. Il s'agit d'une reprise d'un thème du film britannique de Joseph Losey Le Messager, palme d'or à Cannes en 1971 et dont la bande originale a été composée par Michel Legrand. Cette reprise débute par un sample de la musique d'ouverture du film américain  Allô, brigade spéciale (Experiment in Terror) composée par Henry Mancini en 1962.

### Polémique
Du fait de l'importante audience de l'émission, des accusés dont l'affaire a été présentée à la télévision se sont plaints de l'impact négatif qu'elle avait sur eux vis-à-vis des autres détenus, ces derniers menaçant leur condition de vie pendant leur détention. Réclamant le « droit à l’oubli », d’autres sortis de prison ont avancé que la diffusion de l’émission avait nui à leur réinsertion sociale et professionnelle.

### Parodies et pastiches
L'émission a fait l'objet de nombreuses parodies et pastiches.
Groland a parodié cette émission sous le nom de Faites entrer l'enculé, et met en scène une « erreur judiciaire » incriminant un pédophile qui a vraisemblablement assassiné plusieurs personnes.
L'humoriste Nicolas Canteloup a ainsi rebaptisé l'émission Fesez entrer celui-là qu'est coupable, parodiant le décor sombre, les « images d'illustration », et la voix off stressante de Christophe Hondelatte.
L'humoriste Fabrice Éboué, spécialiste de l'humour noir, a nommé l'un de ses spectacles Faites entrer Fabrice Éboué en référence à l'émission. Sur l'affiche de son spectacle, il est habillé d'une veste en cuir semblable à celle que porte Christophe Hondelatte dans l’émission, et clôt ce spectacle en enfilant sa veste avant de partir, comme le faisait Christophe Hondelatte.
En 2021, Fabrice a d'ailleurs réalisé Barbaque, dans lequel un couple de bouchers, incarnés par lui-même et Marina Foïs, deviennent tueurs en série. Christophe Hondelatte joue dans le film le rôle du présentateur d'une émission de faits divers très semblable à Faites entrer l'accusé.
Les Guignols de l'info ont également parodié l'émission dans un sketch en montrant la marionnette de Dominique de Villepin, dans la peau du présentateur, enquêtant sur le meurtre du petit Grégory, et faisant remonter la piste à Nicolas Sarkozy. Cette parodie s'inscrit dans une série de sketchs où la marionnette de De Villepin attribue à Sarkozy la responsabilité de différents crimes.

### Faites entrer l'accusé: Crimes flagrants
Également diffusée sur RMC Découverte, une nouvelle déclinaison de l'émission, Crimes flagrants, évoque des affaires où le coupable est connu dès le départ, l'enquête se focalisant sur les motivations de celui-ci.

### Jeu de société
Un jeu basé sur l'émission est sorti en septembre 2015, édité par Marabout. Le principe du jeu est d'endosser le costume d'inspecteur et trouver l'assassin, être le plus rapide des joueurs à trouver le meurtrier et sa motivation, sans se laisser distancer en piochant les cartes aléas.